# 陈食街道
陈食街道，是中华人民共和国重庆市永川区下辖的一个乡镇级行政单位。

## 行政区划
陈食街道下辖以下地区：
陈食社区、朱龙花村、卢家岩村、双河口村、陈青桥村、芋荷湾村、长滩河村、冯家坪村、梅家桥村、菜茵岩村、瓦窑村、复兴寺村、梓潼观村、莲花塘村和马银村。